# Fløng
Fløng är en stadsdel i Hedehusene i Danmark. Den ligger i Høje-Tåstrups kommun och Region Hovedstaden, 24 km väster om Köpenhamn. I samhället finns Fløngs kyrka som är uppförd på 1100-talet och en av de äldsta kyrkorna i Danmark.